# Еліза Гарнерен
Еліза Гарнерен (фр. Élisa Garnerin; 1791—1853) — французька аеронавтка і парашутистка. Стала другою жінкою у світі, яка здійснила успішний стрибок з парашутом. Одна з перших жінок, які фахово займались повітроплаванням. Племінниця першого у світі парашутиста Андре Жака Гарнерена.

## Життєпис

### Сім'я та перший стрибок із парашутом

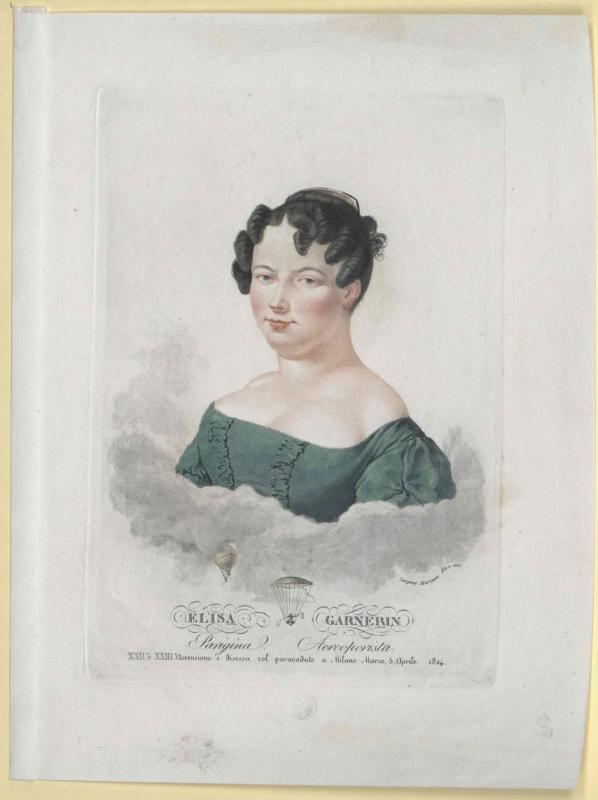
Портрет Елізи Гарнерен намальований в Мілані в 1824 році

Еліза Гарнерен народилась в 1791 році у Франції. Її батько Жан-Батист Гарнерен був винахідником і фізиком, який деякий час обіймав посаду урядового військового комісара. Відомою в Європі, сім'я Гарнеренів стала 22 жовтня 1797 року, коли дядько Елізи, Андре Жак Гарнерен здійснив перший у світі стрибок із парашутом із повітряної кулі, яка летіла над Парижем.
Через два роки, 22 жовтня 1799 року, Еліза Гарнерен повторила подвиг свого дядька і здійснила свій перший успішний стрибок із парашутом. Вона стрибнула з повітряної кулі, яка летіла над Марсовим Полем у Парижі на висоті близько 1000 метрів, проігнорувавши рекомендації місцевих лікарів, які стверджували, що «під час виконання такого сміливого стрибка, атмосферний тиск повітря може загрожувати ніжним дихальним органам дівчини». Цей стрибок зробив Елізу відомою, адже вона стала лише другою жінкою у світі, яка виконала щось подібне (усього на 10 днів її випередила дружина Жака Гарнерена, Жанна-Женев'єва Лябросс, яка здійснила свій стрибок 12 жовтня 1799 року).
Згодом Еліза і її батько вирішили скористатись моментом свого початкового успіху і почали влаштовувати показові польоти повітряних куль й стрибки з парашутом на виставках і ярмарках, збираючи гроші у всіх глядачів, які бажали переглянути це дійство.

### Кар'єра парашутистки

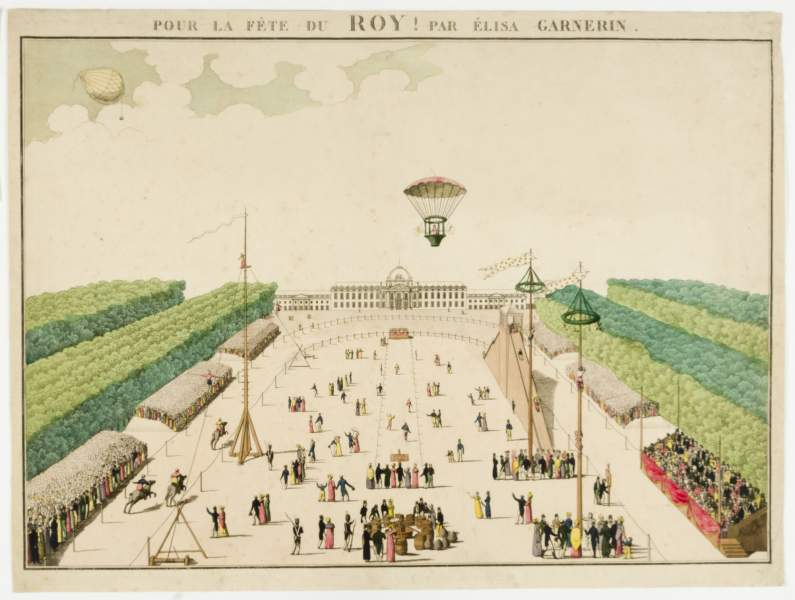
Імовірний політ Елізи Гарнерен на урочистому святі в Парижі, 1815 рік

Протягом 1815—1835 років Еліза Гарнерен здійснила 39 успішних показових стрибків із парашутом у різних провінціях Франції, Італії та Іспанії.
Один з перших показових стрибків Елізи відбувся у Франції 20 вересня 1815 року на урочистому святі влаштованому з нагоди перемоги союзників над армією Наполеона в битві під Ватерлоо. Серед глядачів, які відвідали свято були король Пруссії Фрідріх-Вільгельм III та його син. На їхніх очах повітряна куля з Елізою Гарнерен піднялася над садом Тюїльрі в Парижі під шалені оплески всіх глядачів. Вітер був досить сильний, куля дуже стрімко набрала висоту і вже через одинадцять з половиною хвилин Еліза без страху стрибнула з неї зі своїм парашутом. Вона повільно спускалася протягом п'яти хвилин і безпечно приземлилась біля містечка Медон, за 10 кілометрів від місця старту.

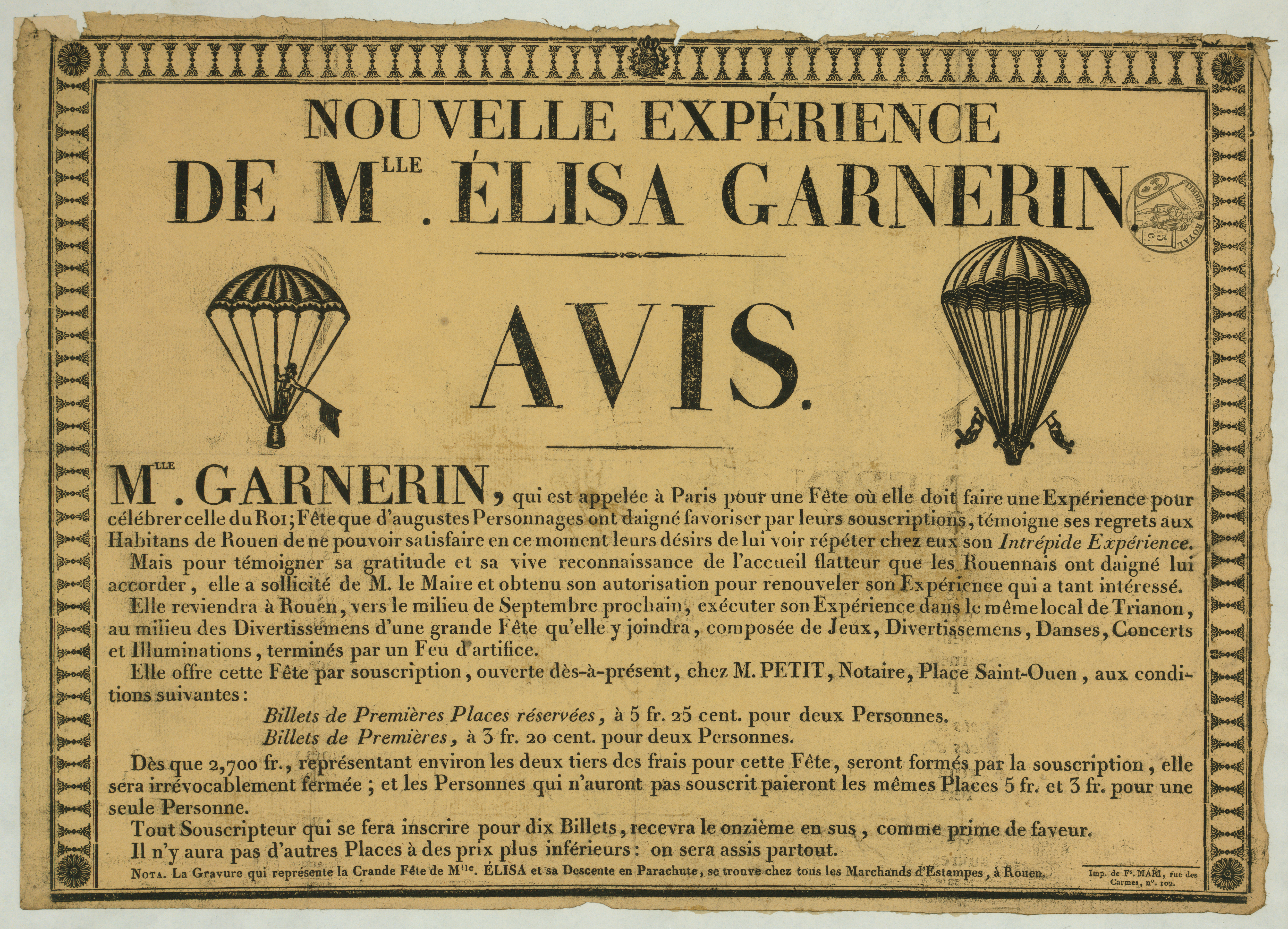
рекламний плакат стрибка з парашутом Елізи Гарнерен в Руані, 1817 рік

Щоб отримувати більше коштів за продаж квитків Еліза з батьком активно рекламували власні польоти і стрибки. Вони розміщували рекламу в місцевих газетах, а також розклеювали плакати по всьому Парижу, через що часто мали конфлікти з поліцейськими жандармами, адже робили це без їхнього дозволу.
2 травня 1816 року Еліза на повітряній кулі перетнула річку Сена і здійснила успішний стрибок з парашутом над Булонським Лісом. Ніким некерована повітряна куля після стрибка приземлилась на рівнину біля містечка Монруж. 25 серпня 1816 року на святі в Сент-Луїсі Еліза здійснила політ разом із молодшою сестрою Ежені, яка під час старту кулі грала на арфі. Після стрибка Еліза знову приземлилась у Булонському Лісі.
15 вересня 1816 року мав відбутись перший подвійний стрибок двох сестер Гарнерен. Проте повітряна куля не змогла злетіти, аж поки Еліза не вийшла з корзини, а Ежені успішно злетіла і здійснила свій перший стрибок з парашутом, приземлившись за декілька кілометрів від місця старту.
Протягом 1817—1822 років Еліза Гарнерен здійснила ряд стрибків з парашутом у французьких провінційних містах. 15 серпня 1817 року вона стрибнула з парашутом над ботанічним садом у Руані. Цей політ Елізи вшановано на спеціальній меморіальній дошці, де також згадується і інша відома в ті часи аеронавтка Софі Бланшар.

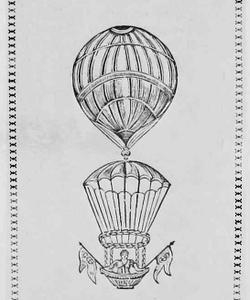
Гравюра про парашутний стрибок Елізи Гарнерен у Мадриді, 1818 рік

У лютому 1818 року Еліза здійснює політ в Бордо і успішно випробувала спеціальний рятувальний пояс, який дозволив їй здійснити посадку з парашутом на середину річки Гаронни. У вересні 1819 року вона здійснює стрибок в Орлеані, у вересні 1821-го — в Греноблі, у червні 1821-го — в Марселі, а в червні 1822-го — в Ліоні. Під час цих польотів вона вдосконалила власний парашут, зменшила його вагу з 60 до 6 кг.

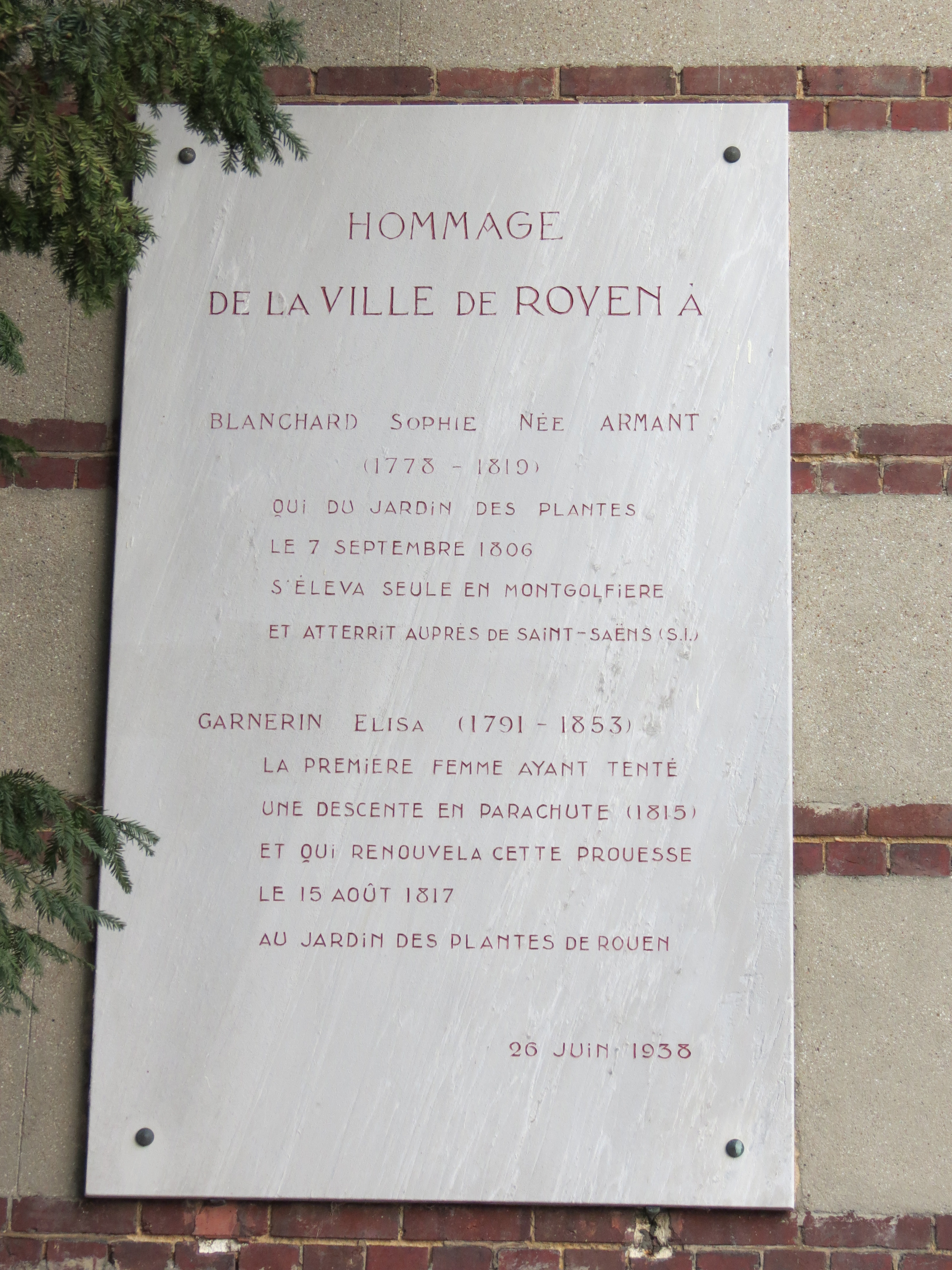
Меморіальна табличка на будівлі Ботанічного саду в Руані

У травні 1818 року Еліза Гарнерен приїхала в Іспанію і мала здійснити показовий стрибок з парашутом в Мадриді. Проте повітряна куля розроблена її батьком так і не змогла злетіти у визначений день. Через це 20 тисячна юрба глядачів була дуже незадоволена і місцева поліція була змушена арештувати Елізу і її батька за порушення обіцянки, яку вони розмістили у своїх рекламних плакатах. Арешт тривав лише день і після нього Гарнерени повернулись в Францію. Проте місцева іспанська преса була дуже незадоволена провалом польоту і ще довго згадувала про нього в газетах.
У 1824 році Еліза приїхала в Італію і до 1825 року жила в Мілані. У 1826 році вона здійснила показовий стрибок в Вероні, а пізніше і в Венеції, де змогла успішно приземлитись в невеликій бухті Сердземного моря біля міста, знову використавши винайдений раніше рятувальний пояс.
29 квітня 1827 року Еліза Гарнерен здійснила успішний стрибок в Турині. Про нього спершу повідомили місцеві газети, зокрема в «Gazzeta Piemontese» з'явилось таке повідомлення:
|  | Наступної неділі, 24 квітня, французька аеронавтка мадам Гарнерен матиме за честь виступити в Королівському саду в присутності наших государів. Це буде її тридцять перший політ і вона підніметься на таку висоту, що зможе спуститись з парашутом.... |

Запланований на 24 квітня політ довелось перенести через погану погоду і він відбувся аж 29 квітня. Спершу, щоб визначити напрямок вітру Еліза запустила маленьку безпілотну повітряну кулю. А о сьомій годині вечора, одразу після появи на святі короля Карла Фелікса Савойського і його королеви Марії-Крістіни Неаполітанської, повітряна куля з Елізою Гарнерен взлетіла на значну висоту, після чого вона вистрибнула з неї зі своїм парашутом і на подив всіх глядачів й під шалені оплески, успішно приземлилась у тому ж саду «Королівського двору» з якого стартувала.
Повернувшись до Парижа в 1828 році, Елізі на деякий час було заборонено здійснювати стрибки, через постійну несплату податків за їх організацію. Тому вона зайнялась кінним спортом і організацією перегонів з елементами гімнастики й акробатики. Пізніше вона знову вирушила в тур Європою і мандрувала цілих 8 років. Повернувшись у Париж, 22 травня 1835 року вона здійснила свій 39-й і останній показовий політ і стрибок із парашутом над Марсовим Полем.
У квітні 1853 року Еліза Гарнерен померла в Парижі у віці шістдесяти двох років.

## Галерея

Плакат з рекламою стрибка Елізи Гарнерен в Парижі на Марсовому полі
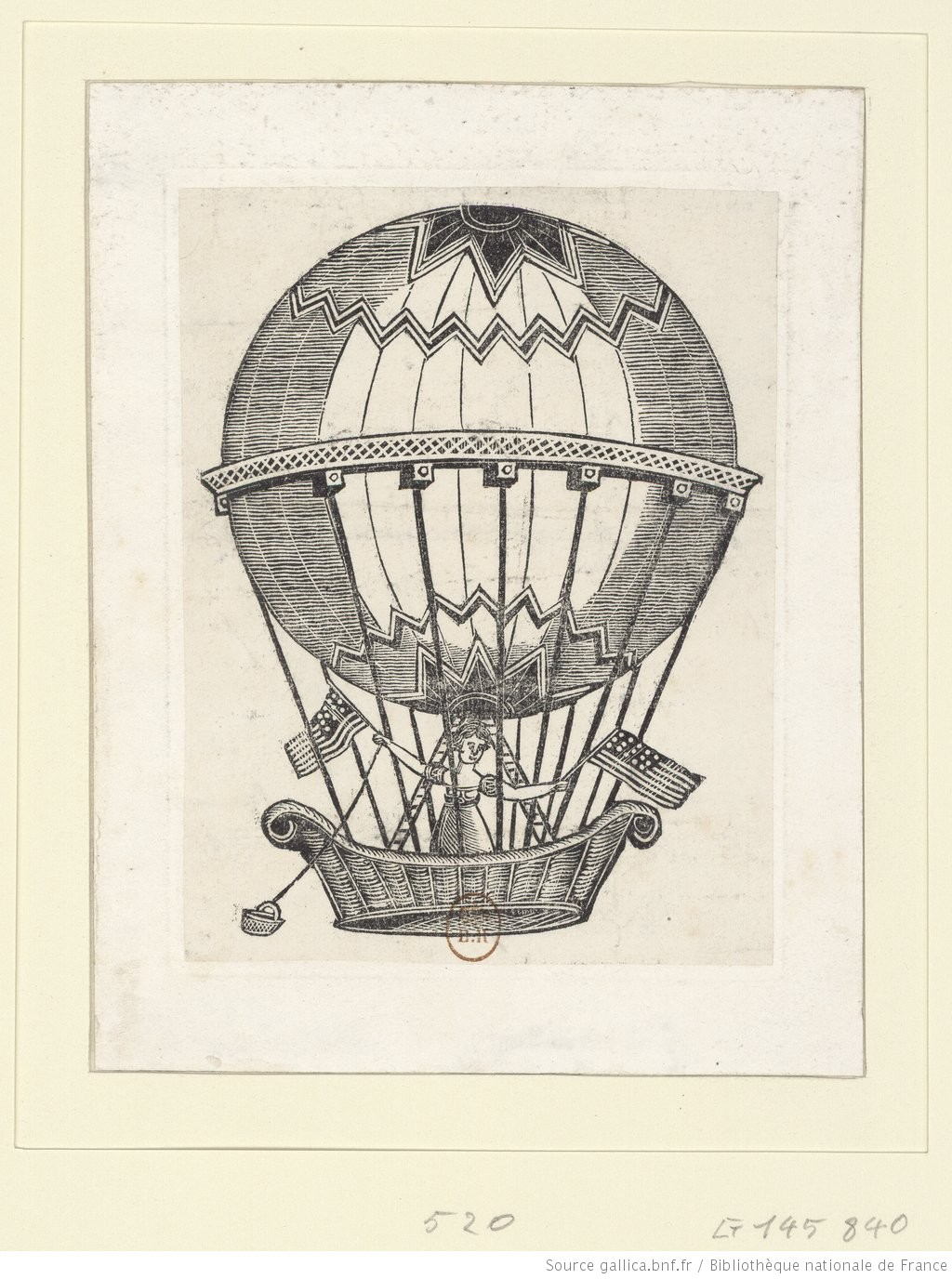
Еліза Гарнерен в своїй повітряній кулі (гравюра 1800-1869)
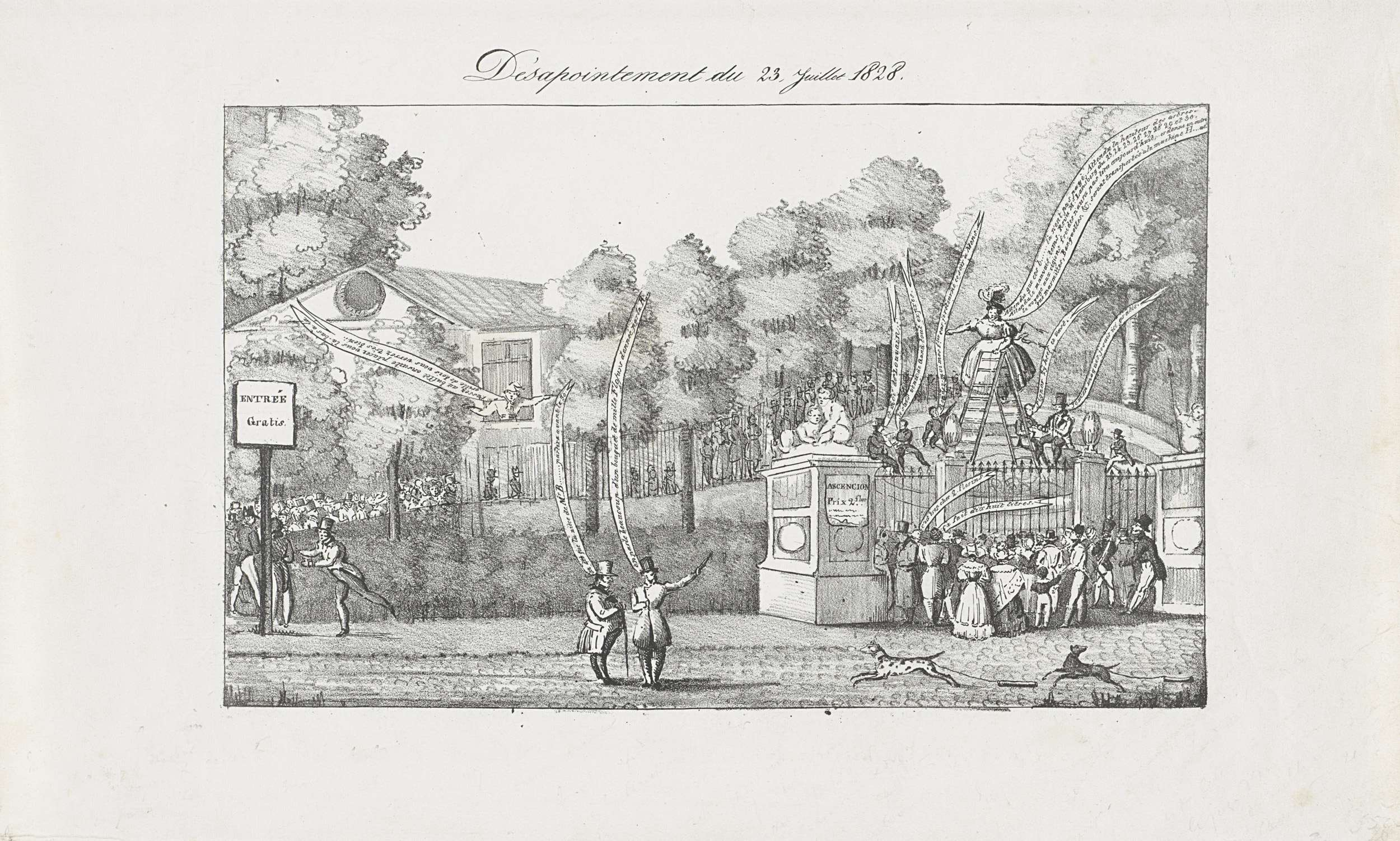
Розчаровані відвідувачі в парку Королівського палацу у Брюсселі, де пані Еліза Гарнерен оголошує, що її політ на повітряній кулі скасовується через несприятливу погоду. 23 липня 1828 року.
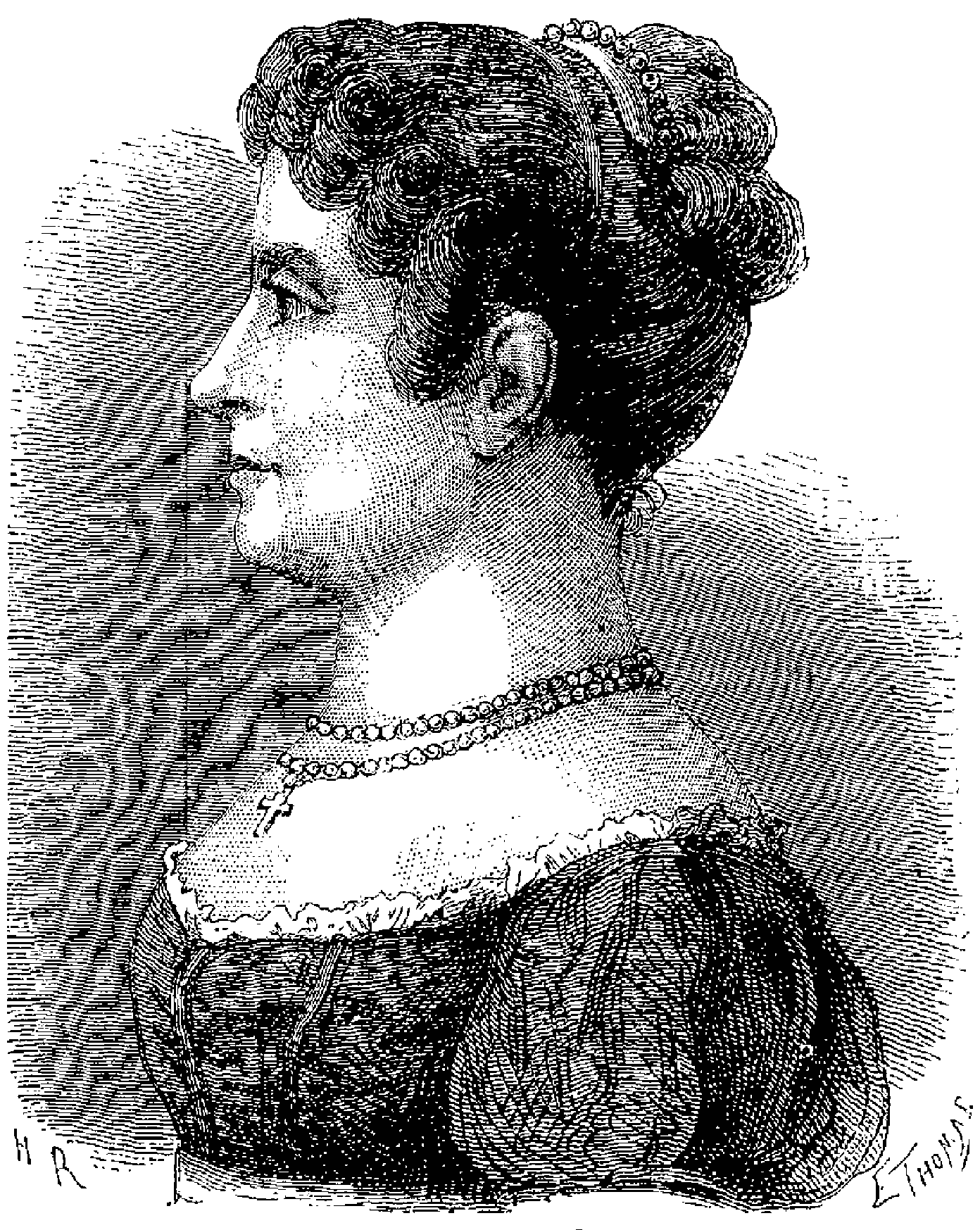
Портрет Елізи Гарнерен з книги «Чудеса науки» (1867-1891 рр.)

.